# Síndrome de Edwards
A síndrome de Edwards (SE) (ou trissomia 18) é uma síndrome genética resultante de trissomia do cromossoma 18. Ela foi descrita inicialmente pelo geneticista britânico John Hed Edwards. Ela possui uma relação com o sexo, no qual a predominância de adquirir a síndrome no sexo feminino é de 3:1, e com a idade materna, na qual verifica-se que em mais de 50% dos casos, as mães dos portadores da síndrome possuem idade acima de 35 anos.
A SE é a segunda trissomia autossômica mais frequentemente observada ao nascimento, ficando atrás apenas da síndrome de Down (trissomia do cromossomo 21).
As características principais da síndrome são: atraso mental, atraso do crescimento e, por vezes, malformação grave do coração. O crânio é excessivamente alongado na região occipital e o pavilhão das orelhas apresenta poucos sulcos. A boca é pequena e o pescoço geralmente muito curto. Há uma grande distância intermamilar e os genitais externos são anômalos. O dedo indicador é maior que os outros e flexionado sobre o dedo médio. Os pés têm as plantas arqueadas e as unhas costumam ser hipoplásticas.
É importante ressaltar, que a SE corresponde a um distúrbio que afeta todos os sistemas do corpo humano, além de apresentar um fenótipo complexo com mais de 130 anomalias diferentes.
Calcula-se que 95% dos casos de trissomia 18 resultem em abortos espontâneos durante a gravidez. Dos que recém-nascidos, estima-se que metade dos pacientes com Síndrome de Edwards morrem antes de completar um ano de vida, mas a vida pode ser protelada a quase 4 anos.
Relatos de adolescentes com essa síndrome são bem documentados, mesmo na ausência de mosaicismo, especialmente em estudos não populacionais (na sua maioria, relatos de caso). Entretanto, destaca-se que estes pacientes usualmente apresentam um importante atraso no desenvolvimento neuropsicomotor e são altamente dependentes de suas famílias

## Incidência
A ocorrência dessa síndrome corresponde a uma variação de 1:6000 a 1:8000 nascidos vivos. Além disso, estes sintomas têm uma incidência de 1/8000 recém-nascidos, a maioria dos casos do sexo feminino, A maioria dos casos dos indivíduos portadores dessa síndrome apresentam entre 90-95% dos casos, uma trissomia livre. Em 5-10% dos casos verifica-se mosaicismo, e de maneira mais rara ocorre as trissomias parciais. Percebe-se que as trissomias, sendo as alterações cromossômicas mais comuns, estão presentes em cerca de 1/5 dos abortos espontâneos, sendo a trissomia do 18 a menos comum de abortos espontâneos, porém se for considerado as malformações e/ou crescimento retardado, no diagnóstico por ultrassom, levando em conta apenas os fetos cariotipados, essa síndrome é a alteração mais comum no aspecto citogenético. Portanto, ela está presente na elevada taxa de mortalidade na gravidez, uma vez que se estima que 2,5 dos conceptos afetados sobrevivam até o nascimento.
Um dos fatores de risco é idade avançada da mãe. A esperança de vida para as crianças com síndrome de Edwards é baixa, mas já foram registrados casos de adolescentes  portadores da síndrome. Toda mulher, independente da idade, tem risco de ter um defeito cromossômico em seu feto. A maioria dos pacientes com a trissomia do cromossomo 18 apresenta trissomia regular sem mosaicismo, isto é, cariótipo 47, XX ou XY, +18. Entre os restantes, cerca de metade é constituído por casos de mosaicismo e outro tanto por situações mais complexas, como aneuploidias duplas, translocações. Destes, cerca de 80% dos casos são devidos a uma translocação envolvendo todo ou quase todo o cromossoma 18, o qual pode ser herdado ou adquirido de novo a partir de um progenitor transportador. Estudos recentes demonstram que, na maior parte dos casos (85%), o erro ocorre na disjunção cromossômica da meiose materna, e somente 15% da meiose paterna. O primeiro caso de trissomia 18 foi descrito por Edwards, no ano de 1960, daí o nome Síndrome de Edwards. É notável do mesmo modo que o índice de morte depois do nascimento também é alto, no qual 25% dos indivíduos portadores da síndrome não sobrevivem. Todavia, há casos em que o portador sobreviva até a vida adulta, contanto que apresentem a forma livre da trissomia.

## Diagnóstico
É perceptível a significância dos exames pré-natais, tanto para avaliar a condição do feto, quanto para verificar e detectar se há ou não presença de alterações prejudiciais no desenvolvimento dele. Devido a relação da idade avançada com a presença da síndrome, que é o fator predisponente mais importante para a não disjunção dos cromossomos durante a divisão celular.
A investigação pré-natal, torna-se fundamental. Os métodos não invasivos, utilizados de início são a ultrassonografia, na qual a presença de retardo no crescimento, poliidrâmicos, cisto no plexo coroide, entre outros achados ultrassonográficos se relacionam a doença. É importante destacar, que a presença desse cisto não se relaciona somente a está trissomia, ele deve ser considerado como um indício para o início de investigação de anormalidades que podem estar presentes no indivíduo. Ademais, também é utilizado testes sorológicos que analisam as dosagens bioquímicas dos níveis de gonadotrofina coriônica humana (hCG), estriol não conjungado (uEST) e alfa-fetoproteína (AFP), que segundo Ventzileos et al (1998) em indivíduos portadores da trissomia do 18 possuem os níveis dessas substâncias mais baixos do que em indivíduos não portadores. Outrossim, o teste do fragmento beta-core da hCG, tem sido avaliado como um marcador promissor dessa trissomia, uma vez que segundo Yaron et al (1998) ela possui uma alta sensibilidade para detecção da síndrome. É realizado a biópsia de vilosidades coriônicas quando há a suspeita da síndrome, ademais, assim como na amniocentese, ela possibilita a análise da cariotipagem fetal, porém a um fator que ocasiona um impasse no processo de entendimento do exame que é o mosaicismo. Ademais, pode ser utilizado como método de investigação pré-natal não invasivo a análise do sangue materno, por meio do sequenciamento de moléculas de DNA, além do ecocardiograma realizado nas 20 semanas de gestação que pode contribuir para sugerir a presença da síndrome, por meio da detecção da má formação cardíaca congênita presente na trissomia do cromossomo 18.
O método padrão para o diagnóstico é a amniocentese que proporciona uma adequada avaliação do cariótipo fetal por meio da retirada do líquido amniótico que envolve o feto, entretanto este é um método invasivo que requer indicação médica adequada. A confirmação da síndrome é dada pela análise do cromossomo por bandeamento de Giemsa (G) que identifica por meio da coloração dos cromossomos condensados, se há um cromossomo 18 extra, ou se maneira mais rara, que parte está a trissomia no cromossomo 18. É preciso estar atento na análise dos resultados, pois algumas características presentes nessa síndrome pode ser perceptível em outras, como a síndrome de Marden-Walker que possui fenótipos semelhantes, a síndrome de Pena-Shokeir tipo 1, que no aspecto clínico pode ser confundida com a de Edwards, e a artrogripsose distral tipo 1, que possui perspectivas semelhantes no posicionamento das mãos e dedos, entre outros. É vale evidenciar que hodiernamente, há utilização de novas técnicas para situações específicas, como o rápido diagnóstico em recém-nascidos e a detecção da síndrome no período pré-natal.
Essas técnicas são a hibridização in situ fluorescência (FISH) que utiliza a fluorescência de sondas de DNA específicas para a detecção de anomalias cromossômicas, e a hibridização genômica comparativas (CGH) que estuda o todo o genoma humano, identificando os diversos tipos de alterações nos cromossomos, como a duplicação e a deleção.

## Sequelas
Cerca de 30% dos portadores da Síndrome de Edwards demonstram algum comprometimento do sistema nervoso central, sendo os mais frequentes: alteração do padrão dos giros cerebrais, alterações morfológicas cerebelares, mielomeningoceli, anomalias do corpo caloso e hidrocefalia. Os pacientes apresentam, normalmente, atrofia cerebral de graus variados, demonstrada na tomografia axial computadorizada de crânio.

## Aspectos citogenéticos
Há diferentes alterações genotípicas que envolvem o cromossomo 18, manifestando assim a SE, como a trissomia livre que constitui a aneuploidia, o mosaicismo e os rearranjos cromossômicos.
As alterações genéticas, frequentemente encontradas são as aneuploidias, na qual ela se origina a partir de uma não-disjunção que ocorre devido a não separação de dois cromossomos homólogos, caso ocorra na meiose I, ou de duas cromátides irmãs, caso ocorra na meiose II, no caso da síndrome de Edwards, ocorre no cromossomo 18. Esse processo faz com que ocorra a formação de gametas haploides com número de cromossomos diferente do usual que é 23, logo, no processo de fecundação de um óvulo que contenha 24 cromossomos (devido a dissomia do 18), com um espermatozoide normal, o zigoto formado apresentará 47 cromossomos, com trissomia livre do cromossomo 18. A maioria das falhas que acometem a síndrome, ocorre na oogênese em meiose II, destacando assim uma particularidade perante as demais não-disjunções.
A forma mais rara de apresentação da síndrome de Edwards, correspondendo a 5% dos casos, é o mosaicismo. Ela decorre da não-disjunção pós-zigótica durante a formação de uma célula monossômica e outra trissômica para o cromossomo 18, gerando duas populações celulares distintas em um mesmo indivíduo, podendo ocorrer em qualquer etapa da embriogênese e do desenvolvimento do organismo.
Os rearranjos cromossômicos são as formas mais raras de alterações genotípicas que gera uma trissomia do tipo parcial que pode ocorrer tanto em ambas as gametogêneses, tanto feminina quanto masculina. Eles apresentam grande variabilidade de formas: duplicação, isocromossomo e até cromossomo pseudodicêntricos. Ficou evidente por meio de estudos que a duplicação da região 18q11àq12.1 demonstrou grande importância quando combinada com a duplicação do 18q21àqter, que a associação de uma parte proximal e outra mais distal na apresentação clínica manifestou diversas características fenotípicas da síndrome, sendo que segundo pesquisar realizadas por Boghasian-Sell et al as duplicações que estão envolvidas fortemente na manifestação do retardo mental, são as duplicações de loci proximais.
‘’A presença de isocromossomos i (18p) é ainda mais rara que a i (18q). Esses cromossomos não apresentam preferência quanto ao sexo do progenitor, sendo que a origem paterna de isocromossomo é mais frequente por não-disjunção durante a espermatogênese. Ademais, há a ocorrência dos cromossomos pseudodicêntricos, que se apresentam dicêntricos em prófase, ficando um dos centrômeros inativado na metáfase, o que torna viável a duplicação e a expressividade da síndrome de Edwards.

## Características
Esta síndrome genética pode ser diagnosticada ao nascimento, ou mesmo algum tempo depois, a partir de ser aspectos dismórficos (por se tratar de uma síndrome extremamente complexa, as más formações descritas na literatura são diversas, seguramente mais de 150), os quais podem variar ligeiramente, mas que constituem um quadro sintomático anatômico comum:
- Hipertonia (característica típica);
- Estatura baixa;
- Cabeça pequena, alongada e estreita;
- Zona occipital muito saliente;
- Pescoço curto;
- Orelhas baixas e mal formadas;
- Defeitos oculares;
- Palato alto e estreito, por vezes fendido;
- Fenda labial e palatina;
- Maxilares recuados;
- Esterno curto;
- Mão cerrada segundo uma forma característica (2º e 5º dedos sobrepostos, respectivamente, aos 3º e 4º dedos);
- Pés virados para fora e com calcanhar saliente;
- Rugas presentes na palma da mão e do pé, ficando arqueadas nos dedos;
- Unhas geralmente hipoplásicas;
- Acentuada má formação cardíaca;
- Anomalias renais (rim em ferradura)
- Anomalias do aparelho reprodutor.

## Odontologia
Os cirurgiões-dentistas têm grandes responsabilidades quando se fala da trissomia do cromossomo 18, pois esses indivíduos costumam nascer com lábio leporino, abertura oral pequena, palato ogival, palato alto e estreito. Desta forma, é indispensável o acompanhamento por um profissional da área odontológica para que haja uma melhor qualidade de vida aos indivíduos portadores desta patologia.